# Matanzas
Matanzas este un oraș din provincia Matanzas, Cuba.